# サイエンス・カフェ札幌
サイエンス・カフェ札幌（サイエンス・カフェさっぽろ）は2005年から北海道大学CoSTEP（科学技術コミュニケーター養成プログラム）によって開催されているサイエンスカフェである。

## 開催タイトル
- 第92回 「極北に針路をとれ ～北極海航路が拓く新時代～」
ゲスト：大塚夏彦（北海道大学 北極域研究センター 教授）
- 第91回 「人類たずねて三千里 ～異文化フィールドワーカー 幸せを考える～」
ゲスト：山内太郎（北海道大学大学院 保健科学研究院 教授）
- 第90回 「できたらいいな 〜想いをカタチにするものづくり革命〜」
ゲスト：青木直史（北海道大学大学院 情報科学研究科 助教）
- 第89回 「働き方にも、いろいろアリ ～社会性昆虫に見る 組織の持続可能性～」
ゲスト：長谷川英祐（北海道大学大学院 農学研究院 准教授）
- 第89回 「カエルの先生 時計作りの達人に迫る～時の小宇宙を生み出す独創性の解明～」
ゲスト：鈴木誠（北海道大学 高等教育推進機構 教授）／菊野昌宏（独立時計師）

## 受賞歴
- 平成27年度グッドデザイン賞 地域・コミュニティづくり／社会貢献活動部門
作品名「触媒としてのサイエンス・カフェ札幌 〜北海道大学 高等教育推進機構 科学技術コミュニケーション教育研究部門（CoSTEP）の10年間の取り組み〜[1][2]」